# 桓禕
桓禕，字季道，譙國龍亢（今安徽懷遠）人。東晉大司馬桓溫之四子。桓熙、桓濟、桓歆之弟，桓偉、桓玄之兄。

## 生平
桓禕是東晉權臣桓溫之四子，也是眾兄弟中最愚笨的一人，連菽、麥等最基本的五穀都不能分辨。